# هوویت
هویت (به ارمنی: Հովիտ) یک روستا در ارمنستان است که در استان شیراک واقع شده‌است. هوویت در ۱۳ کیلومتری جنوب شرق گیومری، مرکز استان شیراک واقع شده‌است.

## خصوصیات
هویت ۵۲۸ نفر جمعیت دارد و در ارتفاع ۱۶۷۰ متر بالاتر از سطح دریا قرار گرفته‌است.